# Antalóc
Antalóc (ukránul: Анталовці, szlovákul: Antalovci) falu  Ukrajnában Kárpátalján az Ungvári járásban. 

## Fekvése
Felsőszlatinától és Horlyótól északkeletre fekvő település. A közelében jön létre a Villye két patak összefolyásából.

## Története
A trianoni békeszerződés előtt Ung vármegye Szerednyei járásához tartozott. 1910-ben 725 lakosából 63 magyar, 123 szlovák, 510 ruszin volt. Ebből 125 római katolikus, 562 görögkatolikus, 27 izraelita volt.
2020-ig közigazgatásilag Horlyóhoz tartozott.